# Estadio Väinölänniemen
El Väinölänniemen stadion es un estadio de atletismo y fútbol en la ciudad de Kuopio en Finlandia, que fue inaugurado en 1923. El estadio ha sido la sede del KuPS.

## Historia
Fue inaugurado en 1923 y el Kuopion Palloseura jugó ahí sus partidos en casa desde la década de los años 1930 hasta 2005 cuando terminaron las obras de renovación del Estadio Central y el equipo se trasladó a jugar allí. Equipos locales como Koparit, Kuopio Elo, Kings Kuopio, Kuopio Steelers, Kuopio Rugby Club y Kuopio MimmiFutis también han jugado ahí. Aunque el KuPS ya jugaba allí sus partidos en casa en la década de los años 1920. Paavo Nurmi ha batido dos récords mundiales en el estadio, el de 2000 metros en 1927 y el de 10000 metros en el otoño de 1924. En 1951 el campo fue renovado y convertido en un campo de césped a gran escala, y el estadio fue renovado en 1980.
El campo de césped natural del estadio está regado por un sistema de riego automático e iluminado por cuatro torres. En la última temporada de Veikkausliiga del estadio en 2005 la capacidad de las tribunas era de 9.800 asientos, de los cuales 1.500 en la tribuna principal cubierta, 1.200 en la tribuna trasera cubierta, 1.100 en las tribunas de tubos móviles y 6.000 asientos en las tribunas curvas. El estadio cuenta con un marcador Polarpro de 6,6 × 19 metros.
Dado que el estadio está situado en un promontorio rodeado por Kallavesi, el frío permanece hasta bien entrada la primavera. Esto siempre ha sido un desafío para el cuidado del césped. Por ejemplo, cuando el KuPS jugaba en Väinölänniemi era común que el campo no estuviera en buenas condiciones hasta mediados del verano, cuando la temporada ya estaba en marcha.

## Registros
El récord de espectadores del estadio es oficialmente de 6.787 en el partido entre KuPS y Kuopio Elo en 1969. Sin embargo, se estima que el número real de espectadores para el partido habría sido de casi 8.000. Algunas fuentes afirman también que habría 8.000 espectadores en el partido internacional entre Finlandia y Yugoslavia en agosto de 1989. Según el Football Book de 1989, la asistencia del partido fue de 6.386 personas.